# Ambitus (jog)
Az ambitus a római jogban a politikai korrupció egyik fajtája, jellemzően a szavazások eredményének befolyásolására. Önmagában gyűjtőfogalomként használták több olyan törvénytelen módszerrel összefüggésben, amely a jelölt esélyeit növelte. Ide tartozott a jelölt valóságosnál jobb színben való feltüntetésére irányuló látványos közszereplés, melyben a jelölt valós erényeit túlzóan mutatta be, például a város jótevőjeként; a szavazatok pénzért vagy más anyagi, befolyásbeli előnyökért való megvásárlása, valamint a vesztegetés (largitiones) és zsarolás is. A szavazatok megvásárlása lehetőleg titokban, közvetítők (interpretes) útján történt és további, meghatározott feladatkörrel megbízott személyek (sequestres) gondoskodtak a kenőpénzről és annak kiosztásáról (divisores).
Az ambitus a közjogi bíráskodás, a judicia publica hatáskörébe tartozó, gyakran tárgyalt bűntény volt. Már a Lex Poetelia (Kr. e. 358-ban) szabályozta a jelöltek jogait és lehetőségeit. Kr. e. 181-ben a Lex Cornelia Baebia a közfeladatok gyakorlásától tíz évre tiltotta el, akit ambitusban vétkesnek találtak. A Lex Acilia Calpurnia Kr. e. 67-ben már pénzbírságot, a Szenátusból való kizárást és a közjogi méltóságoktól való örökös eltiltást helyezte kilátásba. Cicero konzulsága idején (Kr. e. 63) a Lex Tullia tíz éves száműzetést írt elő. Ez a törvény nemcsak a jelöltet, hanem azokat is büntette, akik a jelölttől elfogadták a pénzt.

## Fordítás
Ez a szócikk részben vagy egészben  az   Ambitus című angol Wikipédia-szócikk ezen változatának fordításán alapul.  Az eredeti cikk szerkesztőit annak laptörténete sorolja fel. Ez a jelzés csupán a megfogalmazás eredetét és a szerzői jogokat jelzi, nem szolgál a cikkben szereplő információk forrásmegjelöléseként.